# Боян Илчев
Боян Илчев (DJ Bobby I) е български диско-, радио- и телевизионен водещ от края на 80-те и началото на 90-те години на ХХ век.
Той е един от първите диджеи в България, фокусирали вниманието на публиката върху човека зад пулта и неговата работа. Програмите му се характеризират с богат стилов подбор, музикално разнообразие, перфектно смесване, умело рапиране и обаятелно водене. Това му спечелва многобройни почитатели и последователи, сред които са и едни от най-добрите български диджеи. От 1993 г. годишната награда за най-добър български дисководещ носи неговото име.

## Биография
Боян Иванов Илчев е роден на 9 октомври 1966 г. в Пловдив. Започва да се занимава с музика от ранна възраст, свири на пиано, участва в световноизвестния детски хор на пловдивските момчета, с диригент Стефка Благоева. Събира и записва актуални денс хитове, търси информация за изпълнителите им в музикалните издания Melody Maker, NME (New Musical Express), Sounds и Billboard.
От пролетта на 1987 г. започва кариерата му като професионален диджей. Боян избира за свой артистичен псевдоним името Боби Ай (Bobby I).
В професионалната си кариера работи или гостува в почти всички големи български дискотеки тогава. По-известните нощни заведения, в които е миксирал Боян Илчев, са: нощен бар „Бели нощи“ в хотел „Ленинград“ (сега „Санкт Петербург“) и бар „Панорама“ в хотел „Марица“ в Пловдив, нощен бар „Рожен“ – Пампорово, бар „Бор“ – Велинград, дискотека-бар „9-и километър“ в Пловдив, дискотека „Асеница“ в хотел „Асеновец“ в Асеновград, бар „Ривиера“ в Стамболийски, бар „Бисер“ в Международния младежки център (ММЦ) в Приморско, дискотеките „Златна ябълка“ и „Русалка“ в Слънчев бряг, басейн бар „Пеликан“ на комплекса Дюни, бар „Флорида“ – Пловдив. През 1990 г. работи в дискотека „Джо“ в Зимния дворец на спорта в Студентския град в София, а година по-късно вече е дисководещ в най-елитното нощно заведение в България тогава – дискотека „Орбилукс“ в хотел „Орбита“ в столицата.
Печели два пъти – през 1991 и 1992 г., приза „Диджей №1 на България“. Води редица музикални предавания по националната телевизия: „Мелодия на годината“, „DJ училище“, класация в предаването „Събота, късен следобед“, рубрика в специализираното предаване за дискотечна музика и нощни заведения „Треска в събота вечер“, в което оценява като член на журито работата на състезаващи се помежду си дисководещи от цялата страна.
Има многобройни участия по радиостанции из цялата страна. Гостува в почти всички големи български градове, тъй като в началото на 90-те години популярността му нараства изключително много и често пъти е канен да гастролира.
В края на 1992 г. Боян Илчев стартира създаването на голям медиен проект: радио, телевизионен музикален канал и музикално списание. Събира екип от професионалисти, намира финансиране и технологично оборудване за медията, но осъществяването ѝ е прекъснато от внезапната му кончина.
Боян Илчев умира при инцидент, докато паркира автомобила в гаража си на бул. “Руски” в Пловдив, когато го връхлита автобус. 

## Дискография
През 1991 г. Боян Илчев издава първия си авторски запис – аудиокасета с миксирана музика под заглавието „Megahits Mix Vol. I `Orbilux`“. Касетата е записана в дискотека „Орбилукс“, съдържа по 9 песни от двете си страни, включително и авторски рап „Who Are The D.J.?“. Авторският диско-микс е издаден на аудиокасета от звукозаписната компания „Унисон“.
След успеха на първия миксиран диско запис на DJ Bobby I през пролетта на 1992 г. „Унисон“ издава и втора част – „Megahits Mix Vol. II“, записан на 25 април 1992 в дискотека „Орбилукс“. Следвайки успешния пример на Боян Илчев, и други български дисководещи и звукозаписни компании записват и издават свои касети. През есента на 1992 г. на пазара се появява и първата касета, в която 10-те най-добри диджея на България са представени с подбрано от тях любимо парче от своите програми. „Megahits Mix Vol. II“ съдържа по 9 песни от двете страни, като от страна „Б“ е и авторският рап на DJ Bobby I „Waiting 4 The Right Time“. Всяка от двете страни започва с кратка интродукция от бийтове, брейкове, джингли и скречове на Илчев.
„The Best Of... Megahits Mix Vol. III: And More Christmas Party At Orbilux“ излиза на българския музикален пазар непосредствено преди коледните и новогодишни празници на 1992 г. Компилацията съдържа по 9 песни от двете си страни, включително и превърналия се вече в традиционен авторски рап на Боби „Push The Beat“. Записът е направен през есента на 1992 г. в дискотека „Орбилукс“, а беквокалите в записа са на: DJ Стивън (Стефан Крачанов), DJ Илко (Илин Гривишки) и DJ Ромпи (Росен Иванов).
Четвъртата и последна аудиокасета с диско-записи на Боян Илчев „Megahit Mix Vol. IV: Cool Summer Party In `Folrida`“ се появява на пазара в края на месец юли 1993 г., няколко дни след като загива. Страна „А“ съдържа 8 песни, а страна „Б“ – 7, сред които и рапирането на DJ Bobby I „Hello Babe“, върху едноименната песен на Sterling Silver & Mac Delight издадена като максисингъл през 1989 г. от ZYX Records в Германия. Записът на касетата е направен в дискотека „Флорида“ (в Младежкия дом) в Пловдив.

## Албуми
- Megahits Mix Vol. I `Orbilux` – 1991 г. [2]
- Megahits Mix Vol. II – 1992 г. [3]
- The Best Of... Megahits Mix Vol. III: And More Christmas Party At Orbilux – 1992 г. [4]
- Megahit Mix Vol. IV: Cool Summer Party In `Florida` – 1993 г. [5]

## Техника
Техниката, с която най-често работи, е:
- Грамофони: Technics SL 1200, SL 1210
- Дози: Stanton 500 AL, Pickering E625XV15
- Декове: Technics M 265 (3 head system), Aiwa 666
- Миксери: РМХ 2, MA 400 HH Electronics, Dynacord M 8020, LEM 81, Yamaha 1280
- Микрофони: AKG D 330 ВТ, AKG D 2000 E, Shure 565

## Цитати
Девизът, от който Боян Илчев – DJ Bobby I винаги се ръководи в своята работа е:
Only The Best Is Good Enough!/
„Само най-добрият е достатъчно добър!“.
В обложката на последната, четвърта аудиокасета Боян Илчев пише следното: "Всички, които притежават тази касета, могат да бъдат сигурни, че са избрали най-доброто! Точно това, което е най-необходимо за Вашето лятно парти, и това, което е част от неповторимата атмосфера на дискотека „Флорида“, е поредният „Megahit Mix“. В тази уникална компилация (както и в предишните три), всички миксове, рапове, скречове и други специални ефекти са записани на живо без използването на студийна техника (с малки изключения). Втората част на „Megahit Mix Vol. IV“ е специален бонус (без анонси) за всички диджеи, които ще използват този микс в своите дискотеки.".